# Ocell sastre dorsiverd
L'ocell sastre dorsiverd (Orthotomus chloronotus) és una espècie d'ocell passeriforme que pertany a la família Cisticolidae endèmica del nord de les Filipines.

## Distribució i hàbitat
Es troba únicament a la illa de Luzón.
L'hàbitat natural són els boscos humits tropicals.